# 수르친

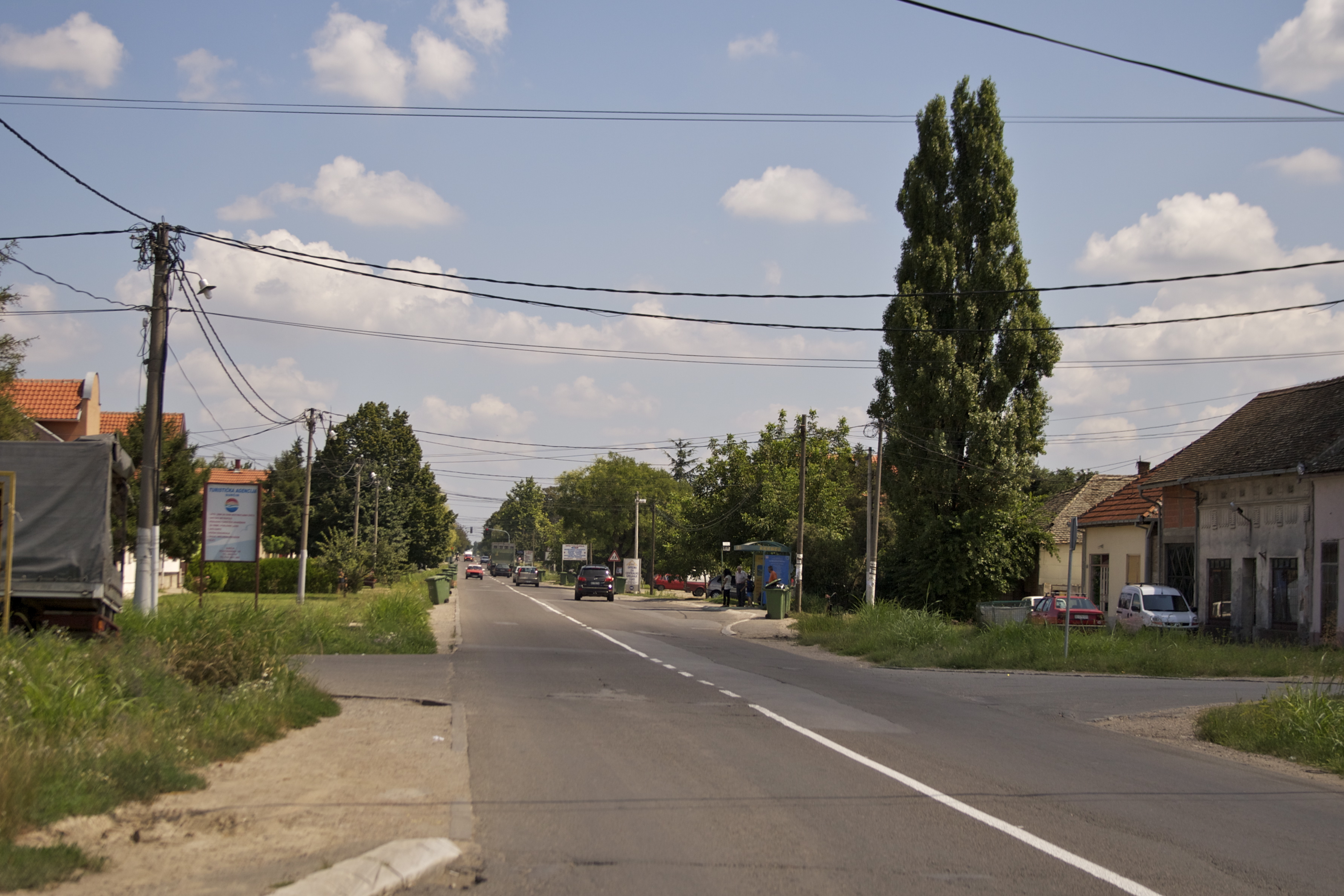
수르친

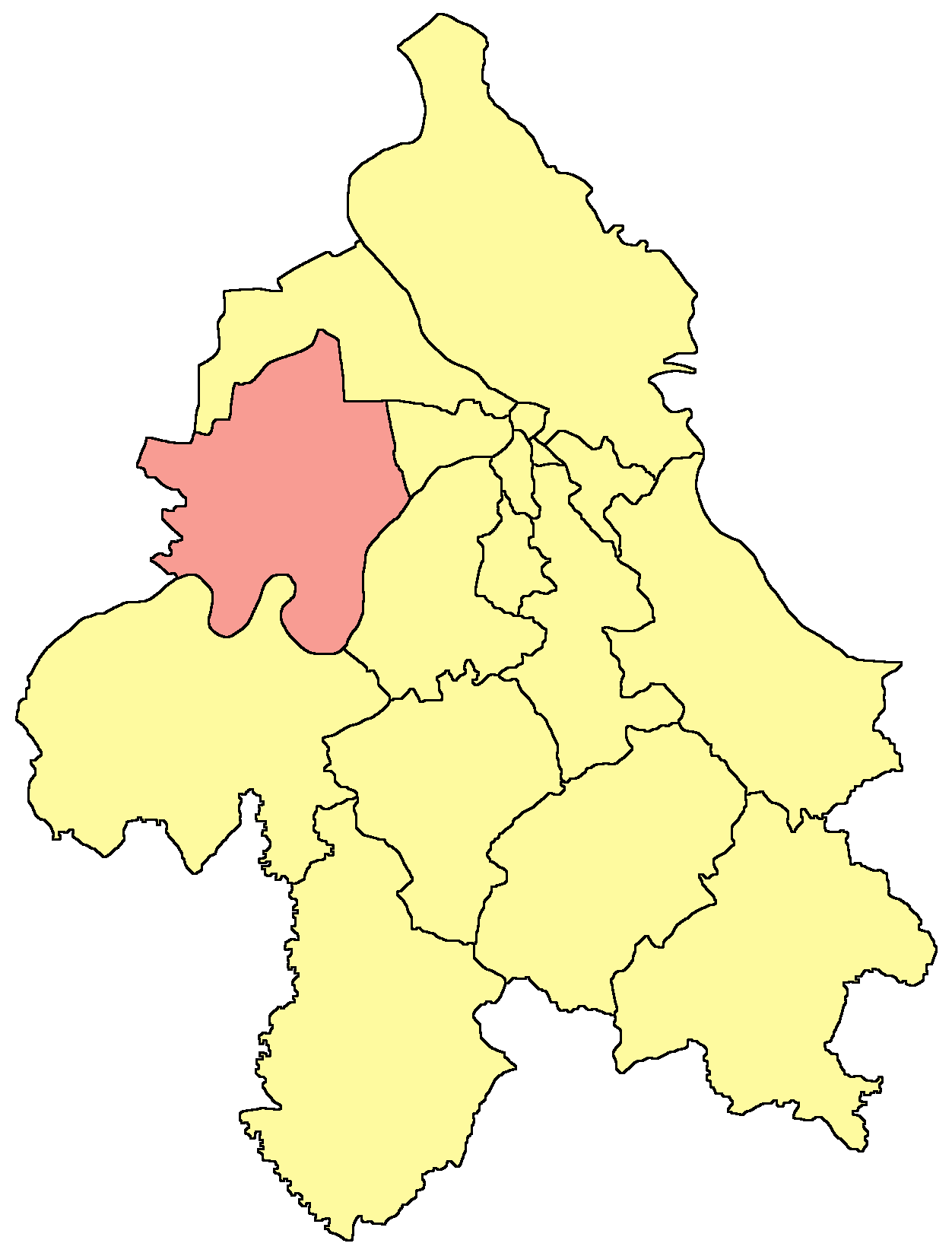
베오그라드 시 지도에 표시된 수르친의 위치

수르친(세르비아어: Сурчин / Surčin)은 세르비아의 수도인 베오그라드를 구성하는 17개 지방 자치체 가운데 하나로 면적은 285km2, 인구는 43,819명(2011년 기준)이다.
베오그라드 서부에 위치하며 베오그라드 도심에서 서쪽으로 약 20km 정도 떨어진 곳에 위치한다. 2003년 제문에서 분리되어 신설되었다. 인근에는 베오그라드 니콜라 테슬라 국제공항이 위치한다.

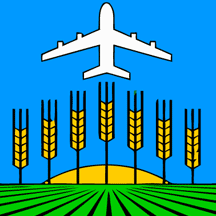
시기
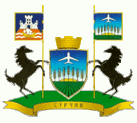
시 문장